# AS 아카데미카
AS 아카데미카는 동티모르의 축구단이다. 현재 LFA 프리메이라에 참가하고 있다.